# Анкува
Анкува — древний город эпохи хаттов и хеттов в центральной Анатолии (2-е тыс.до н. э.). Наряду с городами Хаттуса и Катапа служил одной из столиц, которые хеттские цари меняли поочерёдно в течение года с целью более эффективного управления большой страной.
Находился южнее города Хаттусас (Хатти), возможно, что на территории современного ила Йозгат. О местонахождении Анкувы известно, что отправляясь из Хаттусы, царский кортеж в первую ночь прибывал в город Имралла, во вторую — в город Хобигасса, и лишь на третью — в Анкуву.
Современные археологи ранее связывали Анкуву с более поздним поселением Анкира по этимологическим соображениям, однако недавно открытые хеттские источники указывают, что Анкува располагалась вдоль южной излучины реки Маррассандтия, ныне Кызылырмак. В качестве возможного местонахождения указывается холм Алишар-Хююк.